# Vestre Slidre
Vestre Slidre este o comună din provincia Innlandet, Norvegia.
Are o suprafață de 463,3 km². Populația este de 2.091 locuitori, determinată în 1 ianuarie 2023, prin Folkeregisteret[*].